# Calletaera subgravata
Calletaera subgravata is een vlinder uit de familie van de spanners (Geometridae). De wetenschappelijke naam van de soort is, als Luxiaria subgravata, voor het eerst geldig gepubliceerd in 1932 door Louis Beethoven Prout.